# ندة غندي خوري (توت ندة)
ندة غندي خوري (بالفارسية: نده‌گندی خوری) هي قرية تقع في إيران في قسم توت ندة الريفي. يقدر عدد سكانها بـ 216 نسمة .